# Mistrzostwa Europy w Saneczkarstwie 1937
6. Mistrzostwa Europy w saneczkarstwie 1937 odbyły się w norweskim Oslo. Rozegrane zostały trzy konkurencje: jedynki kobiet, jedynki mężczyzn oraz dwójki mężczyzn. W tabeli medalowej najlepsze były Niemcy.

## Wyniki

### Jedynki kobiet
| Medal | Zawodniczka     | Narodowość | Czas | Strata |
| ----- | --------------- | ---------- | ---- | ------ |
|       | Titti Maartmann | Norwegia   |      |        |
|       | Liv Jensen      | Norwegia   |      |        |
|       | Helen Galtung   | Norwegia   |      |        |

### Jedynki mężczyzn
| Medal | Zawodnik         | Narodowość | Czas | Strata |
| ----- | ---------------- | ---------- | ---- | ------ |
|       | Martin Tietze    | III Rzesza |      |        |
|       | Vilhelm Klavenæs | Norwegia   |      |        |
|       | Harald Seegard   | Norwegia   |      |        |

### Dwójki mężczyzn
| Medal | Zawodnicy                       | Narodowość     | Czas | Strata |
| ----- | ------------------------------- | -------------- | ---- | ------ |
|       | Martin Tietze/Kurt Weidner      | III Rzesza     |      |        |
|       | Walter Feist/Walter Kluge       | III Rzesza     |      |        |
|       | Rudolf Maschke/Erhard Grundmann | Czechosłowacja |      |        |

## Klasyfikacja medalowa
| Miejsce | Państwo        |   |   |   | Razem |
| ------- | -------------- | - | - | - | ----- |
| 1.      | III Rzesza     | 2 | 1 | 0 | 3     |
| 2.      | Norwegia       | 1 | 2 | 2 | 5     |
| 3.      | Czechosłowacja | 0 | 0 | 1 | 1     |